# جاي هاريسون
جاي هاريسون هو لاعب هوكي الجليد كندي، ولد في 3 نوفمبر 1982 في أوشاوا في كندا.

## وصلات خارجية
- جاي هاريسون على موقع دوري الهوكي الوطني (الإنجليزية)
- جاي هاريسون على موقع EliteProspects.com (الإنجليزية)
- جاي هاريسون على موقع HockeyDB.com (الإنجليزية)
- جاي هاريسون على موقع Hockey-Reference.com (الإنجليزية)